# Jost Vacano
Jost Vacano (Osnabrück, 15 marzo 1934) è un direttore della fotografia tedesco.
Ha ottenuto una nomination all'Oscar alla migliore fotografia nel 1983 per U-Boot 96 di Wolfgang Petersen. Ha collaborato spesso con il regista olandese Paul Verhoeven.